# Amt Friedland
L'Amt Friedland est un Amt de l'arrondissement du Plateau des lacs mecklembourgeois dans le Land de Mecklembourg-Poméranie-Occidentale, dans le Nord de l'Allemagne.

## Communes
1. Datzetal
2. Eichhorst
3. Friedland,
4. Galenbeck
5. Genzkow
6. Glienke